# Poniki (Sępopol)
Poniki (deutsch Groß Poninken) ist ein Ort in der polnischen Woiwodschaft Ermland-Masuren. Er gehört zur Gmina Sępopol (Stadt- und Landgemeinde Schippenbeil) im Powiat Bartoszycki (Kreis Bartenstein (Ostpr.)).

## Geographische Lage
Poniki liegt drei Kilometer südlich der polnisch-russischen Staatsgrenze zur Oblast Kaliningrad (Gebiet Königsberg (Preußen)) in der nördlichen Mitte der Woiwodschaft Ermland-Masuren. Bis zur Kreisstadt Bartoszyce (deutsch Bartenstein) sind es elf Kilometer in südwestlicher Richtung.

## Geschichte
Das Gutsdorf Groß Poninken wurde im Jahre 1874 in den neu errichteten Amtsbezirk Schönbruch (polnisch Szczurkowo, russisch Schirokoje) im ostpreußischen Kreis Friedland (ab 1927: Kreis Bartenstein) eingegliedert. Im Jahre 1910 zählte der Gutsbezirk Groß Poninken 42 Einwohner.
Am 30. September 1928 schloss sich der Gutsbezirk Groß Poninken mit den Nachbargutsbezirken (Adlig) Woduhnkeim (polnisch Wodukajmy), Korittken (Korytki), Rettauen (Retowy) und Trosienen sowie der Landgemeinde Rockeln (Rogielkajmy) zur neuen Landgemeinde Groß Poninken zusammen. Die Einwohnerzahl der auf diese Weise neu formierten Gemeinde belief sich 1933 auf 478 und 1939 auf 448.
Als 1945 in Kriegsfolge das gesamte südliche Ostpreußen an Polen fiel, erhielt Groß Poninken die polnische Namensform „Poniki“. Das Dorf ist heute ein Teil der Stadt- und Landgemeinde Sępopol (Schippenbeil) im Powiat Bartoszycki (Kreis Bartenstein), zwischen 1975 und 1998 der Woiwodschaft Olsztyn, seither der Woiwodschaft Ermland-Masuren zugehörig.

## Kirche
Bis 1945 war Groß Poninken in die evangelische Kirche Schönbruch (polnisch Szczurkowo, russisch Schirokoje) in der Kirchenprovinz Ostpreußen der Kirche der Altpreußischen Union, außerdem in die römisch-katholische Kirche Bartenstein im Bistum Ermland eingepfarrt.
Heute gehört Poniki römisch-katholischerseits wohl zur Pfarrei in Sępopol (Schippenbeil) im jetzigen Erzbistum Ermland sowie evangelischerseits zur Kirche Bartoszyce, einer Filialkirche von Kętrzyn in der Diözese Masuren der Evangelisch-Augsburgischen Kirche in Polen.

## Verkehr
Poniki liegt an einer Nebenstraße, die von der Stadt Sępopol (Schippenbeil) in nordwestlicher Richtung bis zur polnisch-russischen Staatsgrenze bei Szczurkowo (russisch Schirokoje, deutsch Schönbruch) führt. In Szczurkowo trifft sie auf die polnische Woiwodschaftsstraße 512, die von hier über Bartoszyce bis nach Pieniężno (Mehlsack) führt und im Abschnitt Szczurkowo–Bartoszyce auf der Trasse der einstigen deutschen Reichsstraße 142 verläuft, die damals Braunsberg (polnisch Braniewo), Bartenstein (Bartoszyce), Friedland (Ostpr.) (russisch Prawdinsk) und Wehlau (Snamensk) verbunden hat.